# Iglesia de San Julián (Setúbal)
La iglesia de San Julián está situada en Setúbal, en la plaza de Bocage, en la freguesia de Setúbal (San Julián, Nuestra Señora de la Anunciada y Santa María de la Gracia).

## Construcción y reconstrucciones

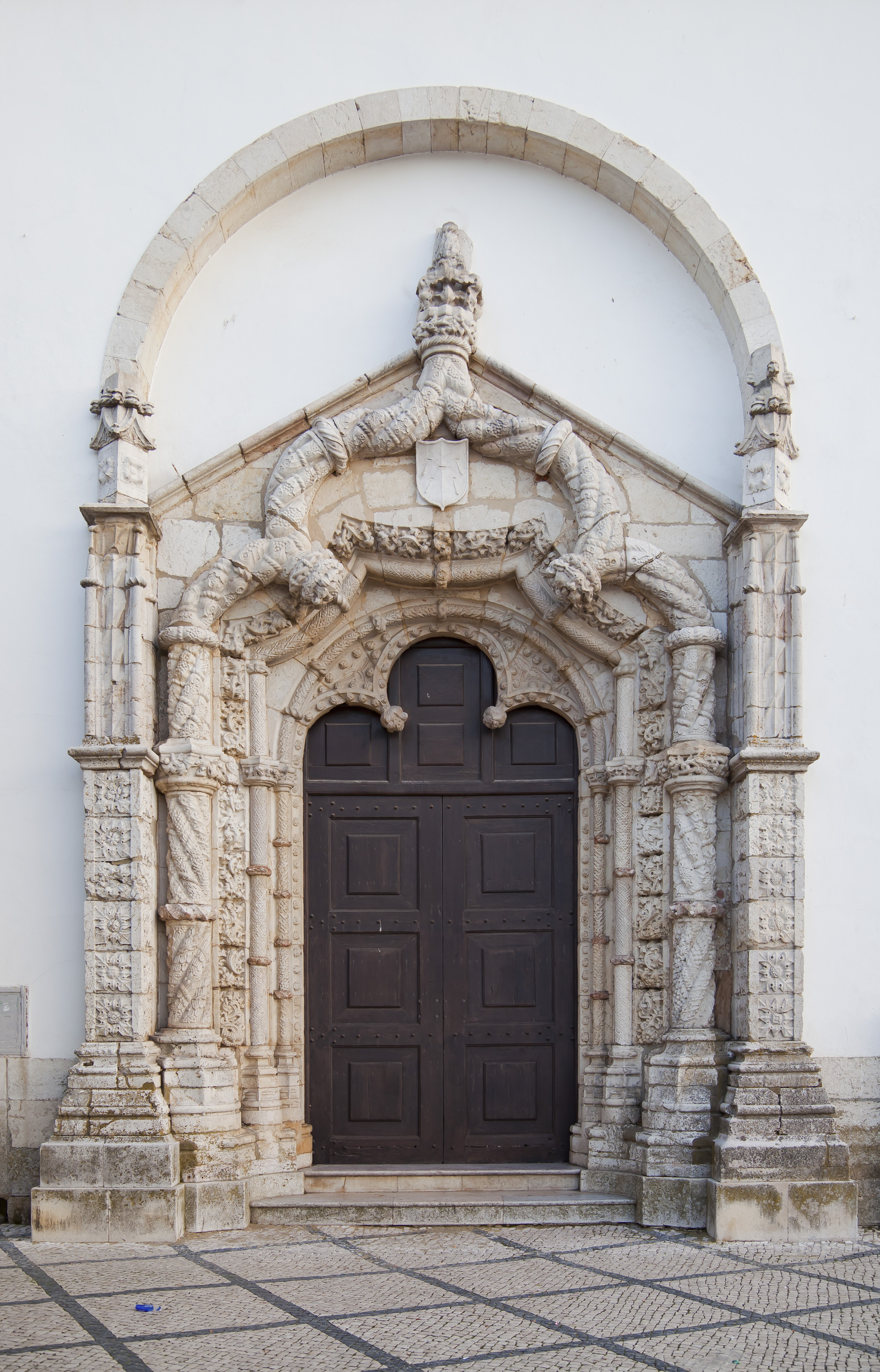
Portal norte

La fundación de la iglesia de San Julián tuvo lugar en una fecha incierta de la segunda mitad del siglo XIII. Según la tradición, fue financiada por los pescadores de Setúbal. Se sabe que, hacia finales del siglo XV, la iglesia estaba conectada al palacio de Jorge de Lencastre, maestre de la Orden de Santiago y duque de Aveiro. El duque usó la Iglesia de San Julián como capilla privada hasta hacia 1510.
En 1513, el rey Manuel I ordenó su reconstrucción. La obra se realizó entre 1516 y 1520, siendo el trazado de la iglesia atribuido a Juan de  Castillo y la dirección de la obra al maestro albañil João Favacho. La reconstrucción es de estilo manuelino, la variante portuguesa del gótico tardío, de la que sólo quedan el portal principal (oeste), el portal lateral al norte y la puerta del campanario.
En 1570 vuelve a ser objeto de importantes obras, para la reparación de los daños provocados por el terremoto de 1531. Esta vez, la reconstrucción será en estilo manierista.
El terremoto de 1755 vuelve a dañarla seriamente, prácticamente destruyéndola, siendo objeto de una nueva reconstrucción y redecoración a finales del siglo XVIII, en estilo barroco. De esta época datan la apariencia general de la fachada, la techumbre de madera, los azulejos, los retablos mayor y laterales y la capilla mayor.

## Arte y arquitectura
Las ventanas y el gablete de la fachada principal derivan de la reconstrucción del siglo XVIII, pero el simple portal es manuelino. Más notable es el portal lateral, un bonito trabajo manuelino con columnas salomónicas imitando cuerdas, motivos vegetales y arcos trilobulados.
La nave de la iglesia está dividida en tres naves por arcos construidos durante la reconstrucción manierista que siguió al terremoto de 1531. Tras el terremoto de 1755, el interior fue redecorado en estilo barroco, con columnas doradas decoradas con esculturas de talha dourada (esculturas de madera cubiertas en pan de oro) en el coro y un impresionante retablo. La pintura del retablo mayor es obra de Pedro Alexandrino.

### Azulejos
Las paredes de las naves, del ábside mayor y de la capilla del Señor de los Pasos están revestidas con paneles de azulejos recortados, con cercadura rococó polícroma y rodapié marmoleado. Los azulejos datan de hacia 1790.
Los paneles de las naves tienen como tema escenas de la vida de San Julián y de Julián y Basilisa.

### Pintura
En la reconstrucción manuelina, la iglesia fue decorada con un retablo atribuido al pintor Gregorio Lopes, o a su taller, del que resta la tabla la Creación de Adán.

## Galería de imágenes

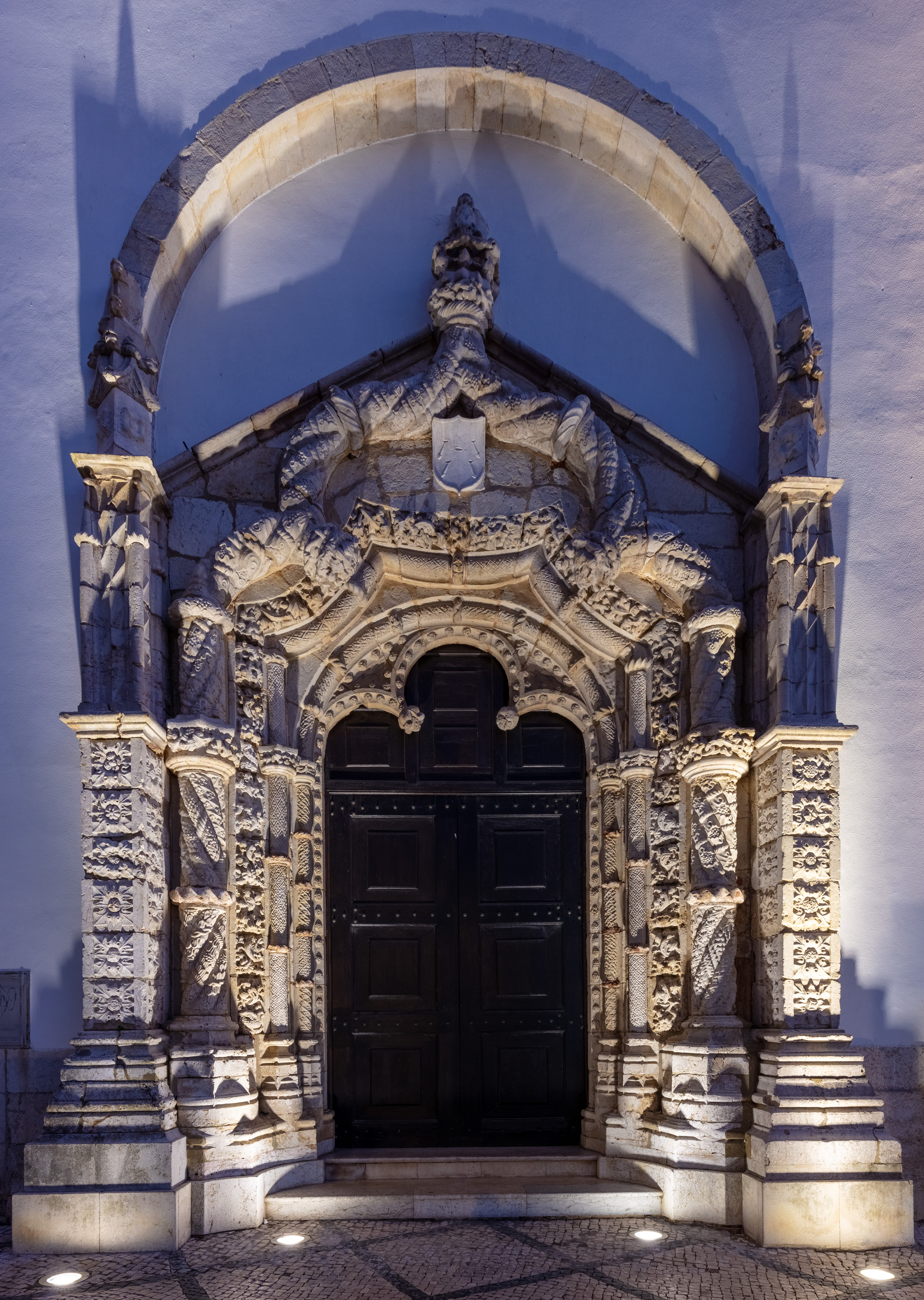
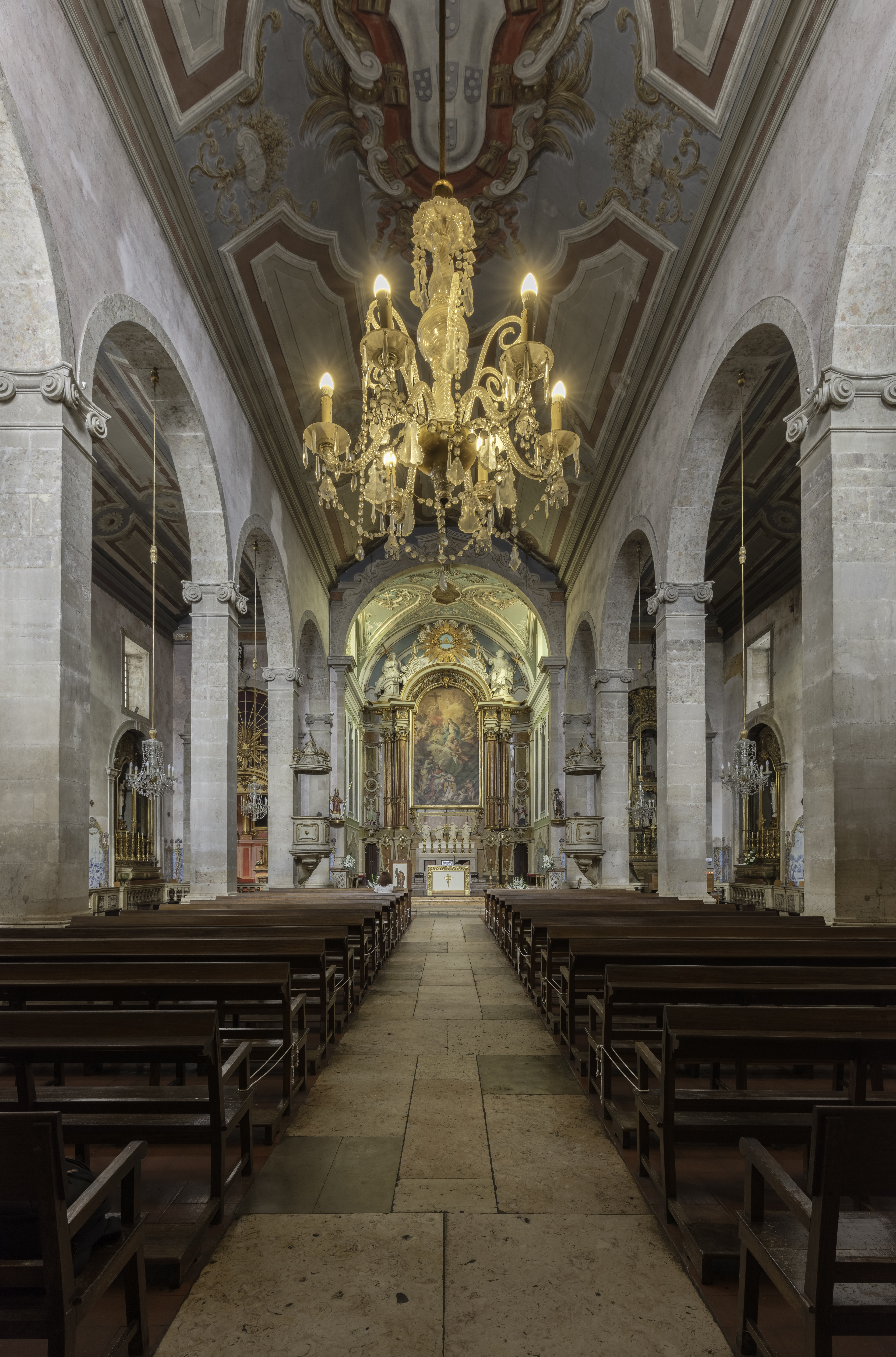
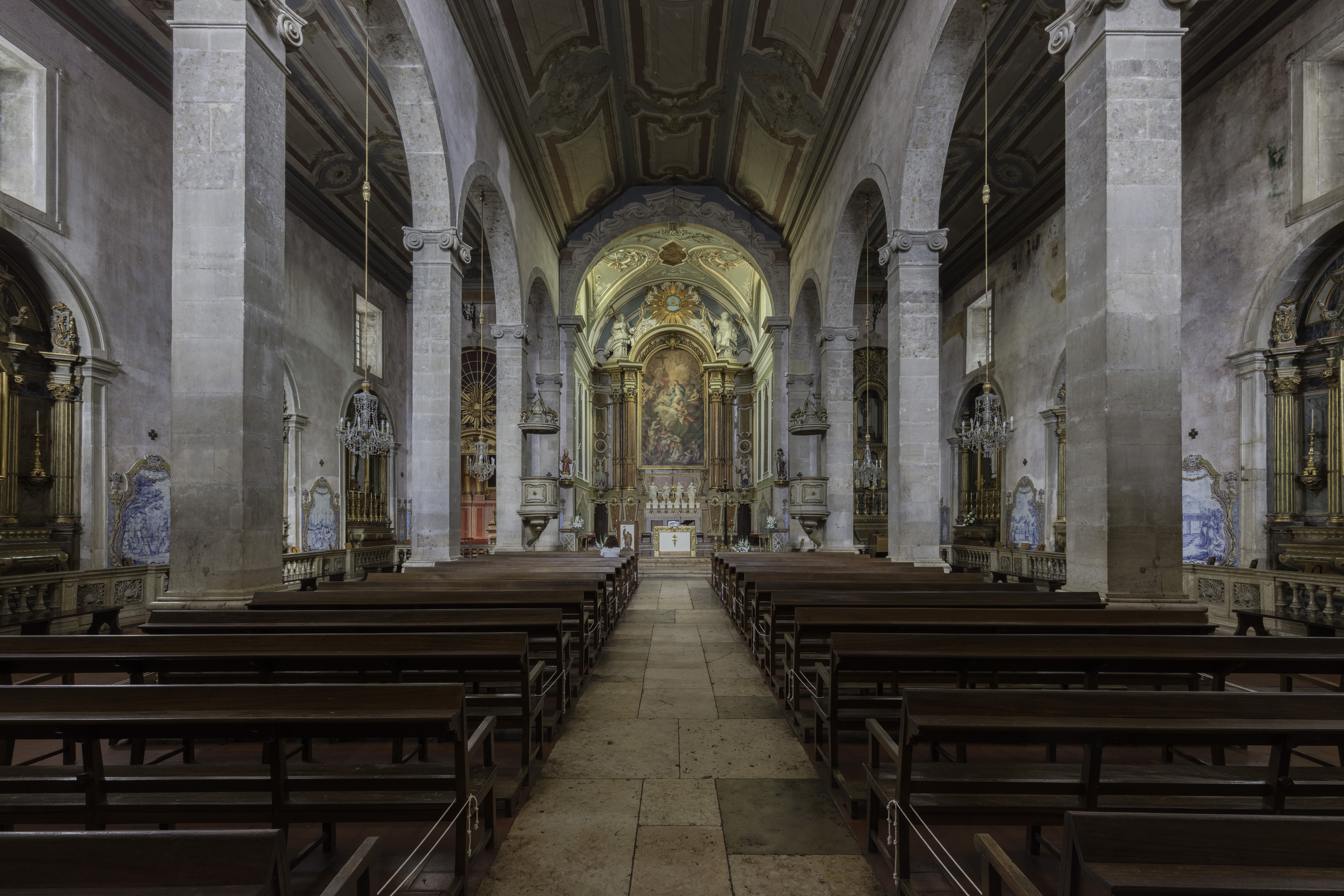
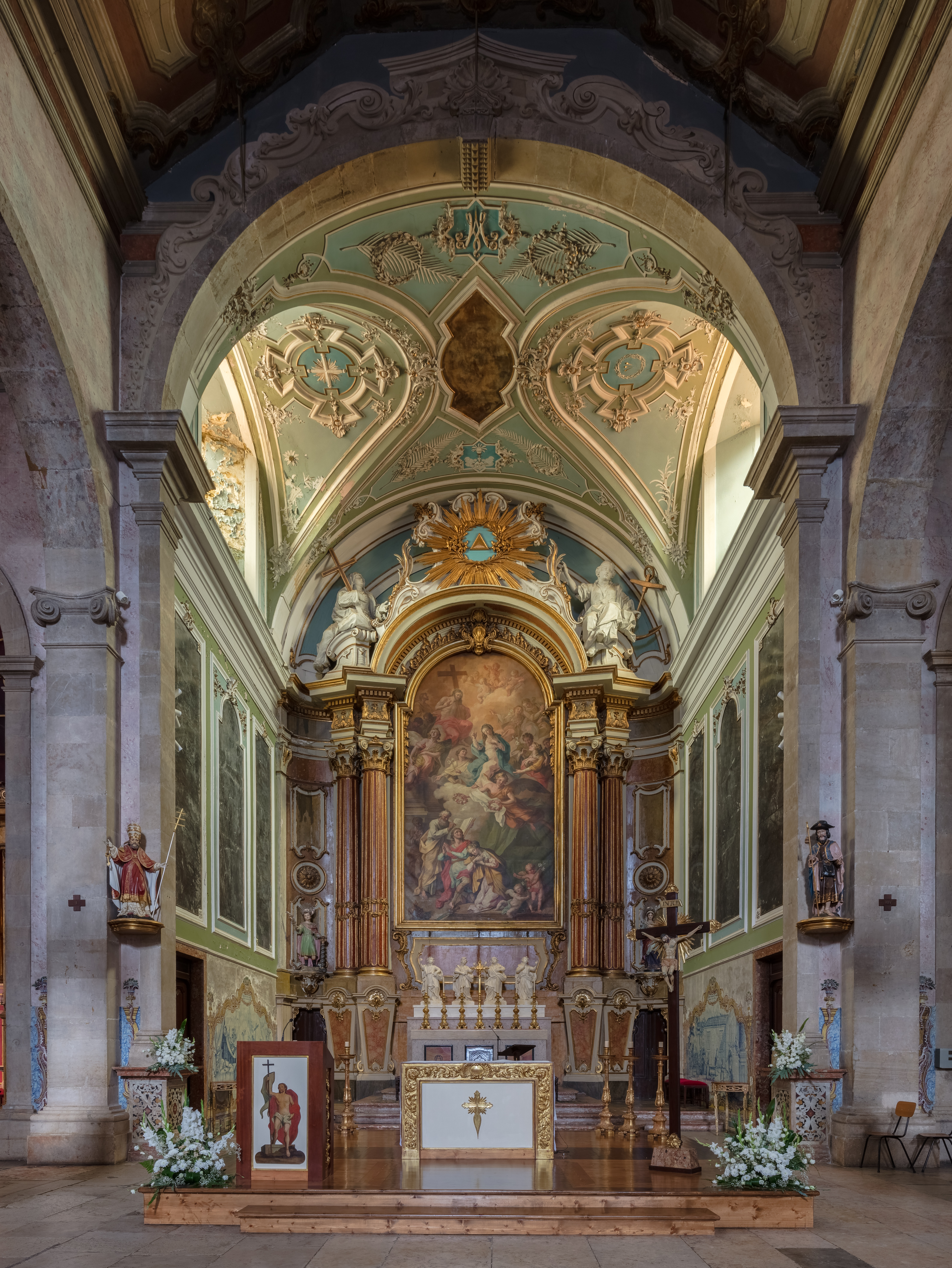
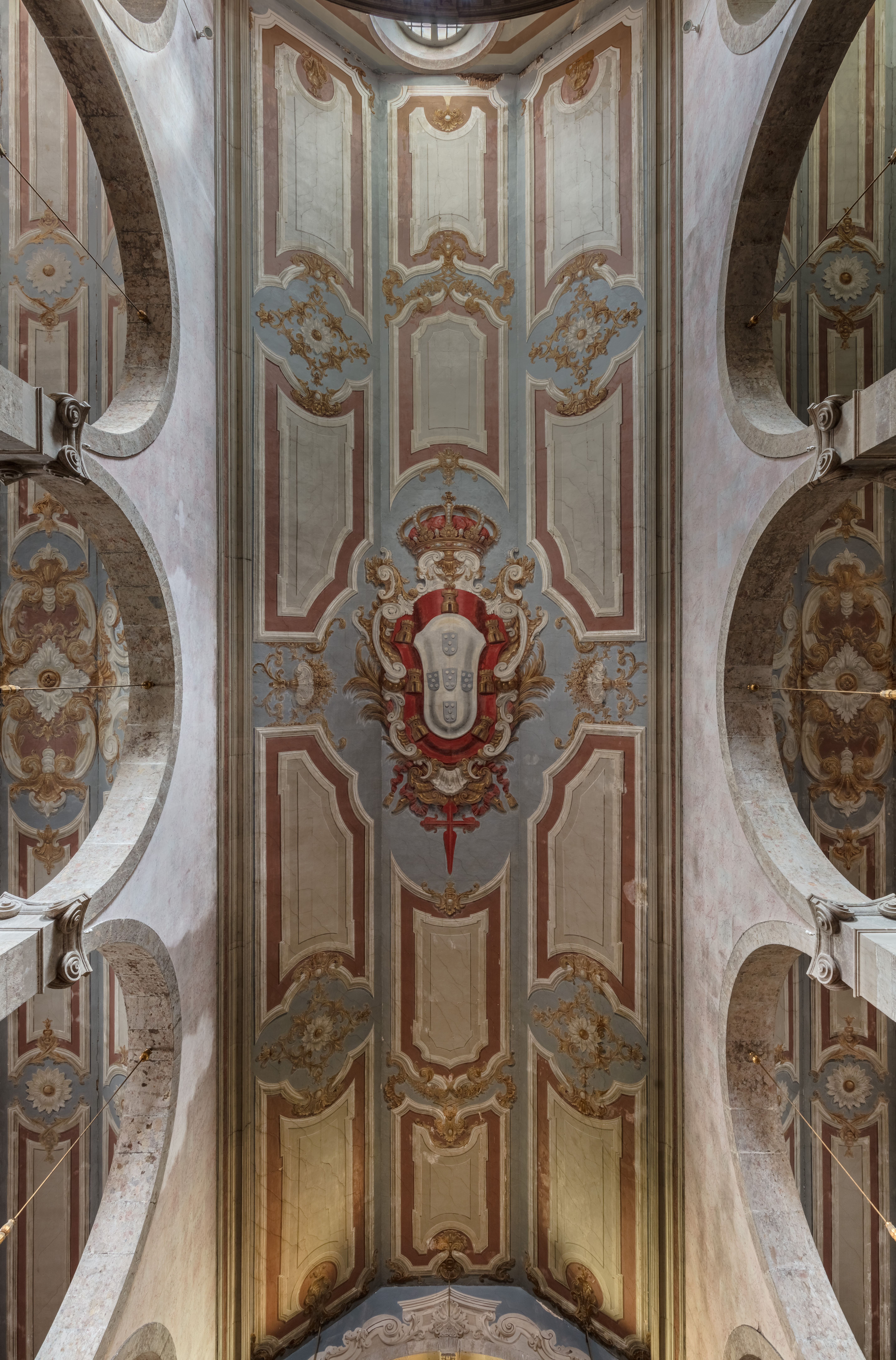
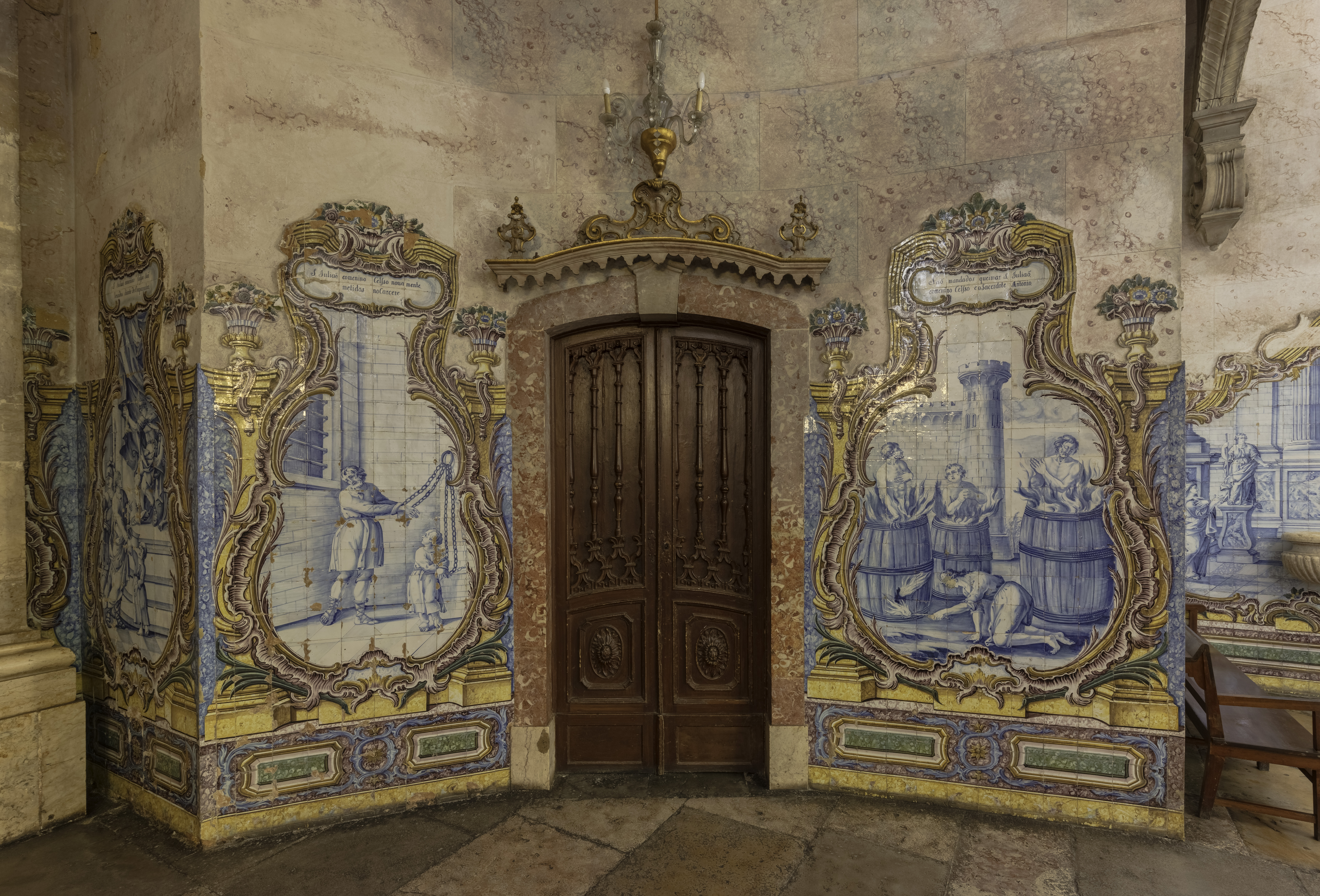